# والتر ويليس غرينجر
والتر ويليس غرينجر (بالإنجليزية: Walter Willis Granger)‏ هو عالم أمراض أمريكي، ولد في 7 نوفمبر 1872 في ميدلتاون سبرينغز في الولايات المتحدة، وتوفي في 6 سبتمبر 1941 في لاسك في الولايات المتحدة.